# Gerstaeckerella asiatica
Gerstaeckerella asiatica là một loài côn trùng trong họ Mantispidae thuộc bộ Neuroptera. Loài này được Makarkin miêu tả năm 1990.